# Pynikeåsen

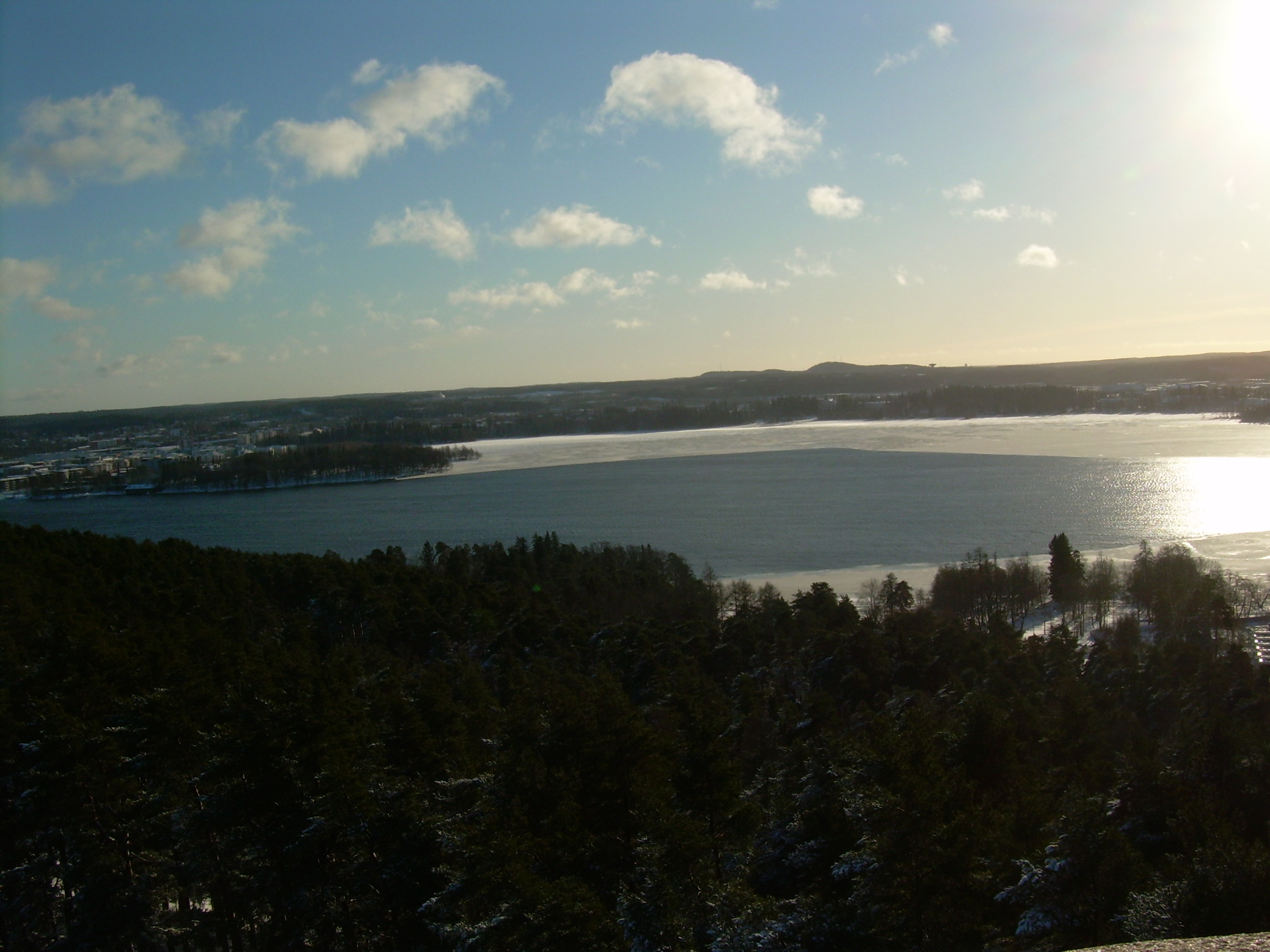
Utsikt över Pyhäjärvi

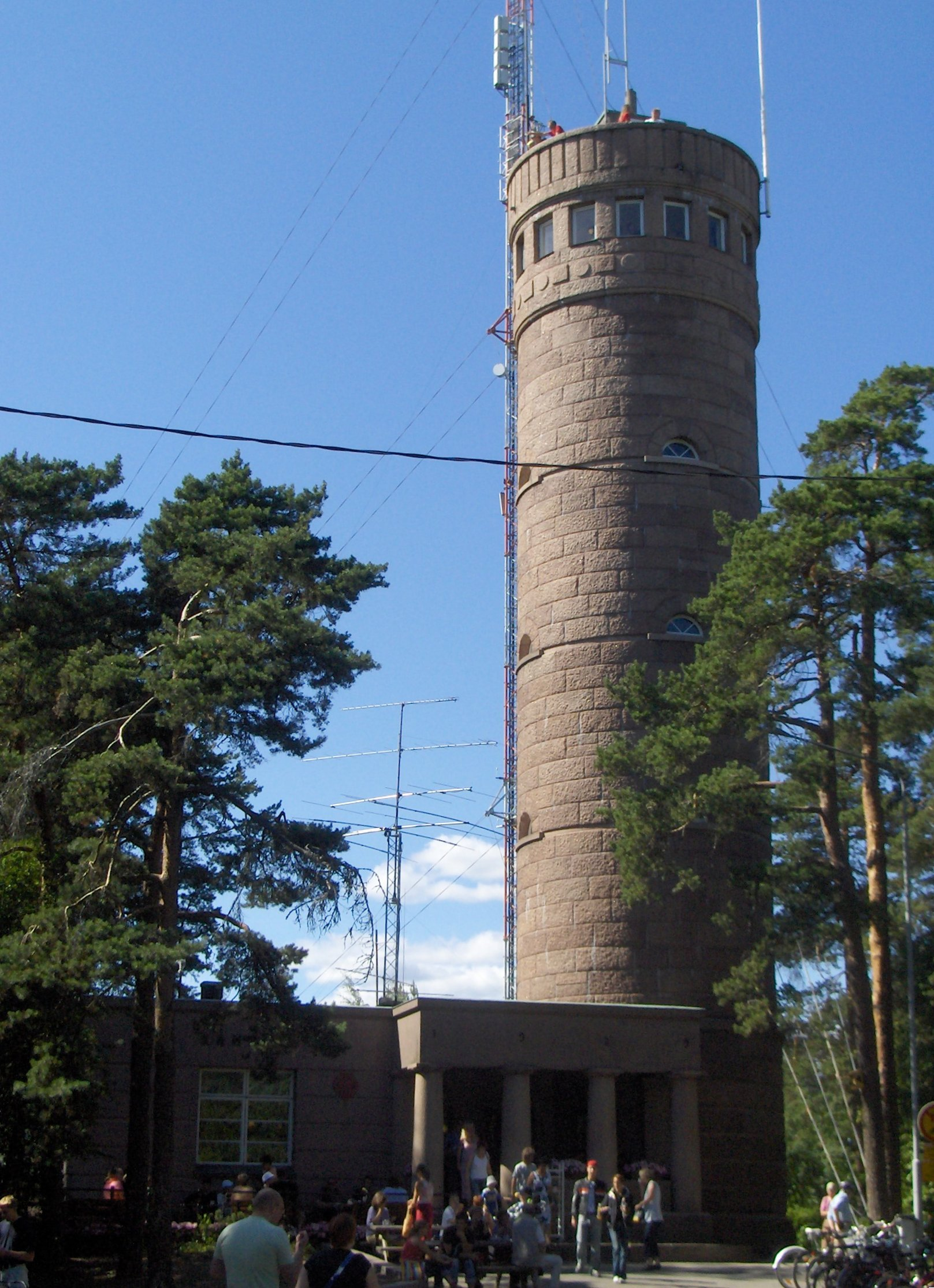
Pynike utsiktstorn

Pynikeåsen (fi. Pyynikinharju), ås i Tammerfors stad i Finland, mellan insjöarna Näsijärvi och Pyhäjärvi. Den ligger ungefär 150 meter över havet, ungefär 80 meter över Pyhäjärvi och är ett betydande friluftsområde i anknytning till staden. På den finns högväxt tallskog. Åsen är en del av Kangasala-Tavastkyro-åsen och utsträcker sig vidare västerut i form av Pispalaåsen. Pynikeåsen är världens högsta grusås.
Pynikeåsen täcker ett område på omkring 60 hektar, på vilket ligger villastadsdelen Pyynikinrinne, vars byggnader är från 1900-, 1910- och 1920-talen, och vars stadsplan av Lars Sonck blev klar 1917.
På sydsluttningen av åsen finns en välkänd sommarteater med världens förmodligen äldsta vridläktare. Teatern grundades 1948 och vridläktaren anlades 1959. En dramatisering av Väinö Linnas Okänd soldat uppfördes där nio år i följd på 1960-talet. Ett kongresshotell, Rosendahl (J. Laapotti/M. Kukkonen, 1977), finns uppe på åsen. Namnet på detta härstammar från en sommarrestaurang som invigdes 1888. Hotellet ägs numera av hotellkedjan Scandic. På Pynikeåsen
låg tidigare även en bana för roadracing.